# （愛おしき）ボクの時代
『（愛おしき）ボクの時代』は、西川大貴の脚本・演出により、シーエイティプロデュースが企画・主催しているミュージカル作品。2019年初演。

## 概要
子供の頃華やかなステージに立つことを夢見ていたサラリーマンの主人公・戸越はある日出張を命ぜられた伊豆で奇妙な境遇に遭う。車夫の勧めで全知全能の天狗様に会いに行く旅に出、サル、武士、なまはげの妖怪に遭遇する。各々願いを持つ妖怪達は戸越に天狗様に会う旅のお供を申し出る。戸越は妖怪達が役に立ちそうもないので申し出を断るが、伊豆旅行中の３人組きびだんごガールスの助けで妖怪達は戸越のお供になり、一行は天狗の住む妖怪の街に辿り着く。街では、カピバラ、ペリー（黒船来航）などの妖怪が襲来し、願いを叶えるという天狗様等困難に立ち向かう奇想天外な物語。劇中、戸越の父母、戸越少年、妖怪の街の門番、女郎蜘蛛、スーパータップダンサー、等も登場する。

## 公演

### スケジュール
- 東京公演
1stプレビュー公演 2019年11月15日～11月18日　DDD青山クロスシアター[2]
2ndプレビュー公演 2019年11月23日～11月26日　DDD青山クロスシアター
本公演 2019年11月30日～12月15日　DDD青山クロスシアター

### 主なスタッフ
- 脚本・演出：西川大貴
- 音楽：桑原あい
- 振付：加賀谷一肇
- スーパーバイジング・ディレクター：ダレン・ヤップ
- プロデューサー：七字紗衣
- 製作：江口剛史

### キャスト
- 欅：天羽尚吾
- 父/天狗：猪俣三四郎
- 母/女郎蜘蛛：上田亜希子
- きびだんご娘・由美子：梅田彩佳
- きびだんご娘・宏美：岡村さやか
- 少年：奥村優希
- 戸越雅夫：風間由次郎
- 門番：加藤梨里香
- 同僚・仁志田/武士：塩口量平
- きびだんご娘・瑠美：四宮吏桜
- 同僚・岸辺/なまはげ：関根麻帆
- スーパータップダンサー：寺町有美子
- 楓：橋本彩花
- スーパータップダンサー：深瀬友梨
- 同僚・坂井/サル：溝口悟光
- クラッシャー川上（ペリー川上）：宮島朋宏
- 車夫：吉田要士

ピアノ演奏
- 上浪瑳耶香
- 森本夏生

スウィング
- 春日希（12月3日 きびだんご娘・瑠美役）
- 隈元梨乃（12月11日 楓役）
- 土倉有貴（12月9日 仁志田/武士役）

（５０音順）

### 劇中ナンバー

#### 第1幕
- Sophisticated
- いつも見る奇妙な夢
- プロローグ
- This is IZ
- 蜘蛛のテーマ
- SARU Don't think
- 名のある武士
- 普通になりたい
- Gimme-KIBI-DANGO
- This is IDO（This is IZのRep/Inst）
- ボブの君が
- 妖怪チャールストン（Inst）
- 妖怪万博
- もうすぐ

#### 第2幕
- アントラクト
- もうすぐ（Rep）
- 記憶なき記憶（Inst）
- 愛を教えて
- カピバラの襲撃
- 仲間になりたい
- 黒とんぼ（Inst）
- いつかの赤とんぼ
- 別れ（Inst）
- 魔法だったんだ
- 大切なもの

### 企画コンセプト
日本人特有の身体感覚・言語を素直に使って表現できる≪日本のミュージカル≫を探求し、日本を舞台にしたオリジナルミュージカルを創作します。脚本／演出／音楽／俳優の演技プランのブラッシュアップを図り、作品を段階的に積み上げていくため、2段階のプレビュー公演及び本公演の3つのパートを設け、場合によっては作品を"作り直す"作業も積極的に行うプロセスで作品づくりを行う。企画の目的は、将来、小劇場（オフ・シアター）から、大劇場（オン・シアター）に進出することを視野に入れた作品づくりであり、作品とともに、クリエイターを育てていくことにある。その過程をキャスト、スタッフ、そして観客と共に楽しみながら作り上げていく。